# Horovitz Jenő
Horovitz Jenő, írói álnéven: Holló Jenő (Makó, 1877. október 31. – Stockholm, 1949. július 19.) újságíró, tisztviselő, politikus, a Forradalmi Kormányzótanács tagja.

## Élete
Horovitz Bernát és Dominusz Szidónia fia. Egyetemi hallgató korában, 1897-ben lépett be a Magyarországi Szociáldemokrata Pártba, majd a Budapesti Tudományegyetemen jogi diplomát szerzett. Ezután jogászként működött, s bekapcsolódott a munkásmozgalomba, a Kerületi Munkásbiztosító Pénztár titkára lett. 1904 és 1908 között a párt (MSZDP) egyik titkára volt, 1908 és 1917 között pedig az ellenőrző bizottság tagja. 1910. április 17-én Budapesten, az Erzsébetvárosban házasságot kötött Brucker Erzsébettel, Brucker Ignác és Laufer Szofronia lányával. A tanúk Bokányi Dezső és Kiss Adolf voltak. Mint bécsi tudósító munkatársa volt a Népszavának és a Szocializmusnak is. A Magyarországi Tanácsköztársaság alatt 1919. június 24-étől Kun Béla helyettese volt a Hadügyi Népbiztosságon, illetve az Országos Hadigondozót is vezette. A kommün bukását követően a Peidl-kormány hadügyi államtitkára volt. 1919. augusztus 9-én délután 4 órakor Budapesten tartóztatták le, felbujtás vádjával pert indítottak ellene, amelyben vádlott-társa Mausz Rezső hadügyi népbiztoshelyettes volt. 1920. március 13-án szabadlábra helyezték, ezt követően emigrált Ausztriába. 1934-től 1938-ig Csehszlovákiában élt, majd 1940-ig Franciaországban és Svájcban, legvégül pedig Stockholmba költözött, és itt is halt meg 1949-ben. Számos tudományos munkát fordított. Legismertebb műve az Idegen szavak magyarázata.

## Művei
- Idegen szavak magyarázata (Budapest, Népszava kiadó, 1926)
- A néphez: a Magyarországi Szociáldemokrata Párt programjának rövidre fogott magyarázata (Budapest, 1919)

### Műfordítása
- Wilhelm Blos: A francia forradalom: a francia közállapotok és események népszerű ismertetése 1789-1804 (Budapest, Népszava kiadó, 1909)